# Kirchenpaueria microtheca
Kirchenpaueria microtheca är en nässeldjursart som beskrevs av Nikolai Alexsandrovich Naumov 1960. Kirchenpaueria microtheca ingår i släktet Kirchenpaueria och familjen Kirchenpaueriidae. Inga underarter finns listade i Catalogue of Life.